# Frank Zöllner
Frank Zöllner (* 26. Juni 1956 in Bremen) ist ein deutscher Kunsthistoriker und Hochschullehrer.

## Leben
Zöllner studierte von 1977 bis 1981 Kunstgeschichte; von 1983 bis 1985 war er Aby-Warburg-Stipendiat in London am Warburg Institute bei Ernst Gombrich. Nach seiner 1987 erfolgten Promotion an der Universität Hamburg zum Thema Vitruvs Proportionsfigur war Zöllner von 1988 bis 1992 wissenschaftlicher Assistent an der Bibliotheca Hertziana in Rom. 1995 erfolgte die Habilitation an der Universität Marburg mit dem Thema Ausdruck und Bewegung bei Leonardo da Vinci.
Zöllner hatte von 1996 bis 2023 einen Lehrstuhl für mittlere und neuere Kunstgeschichte an der Universität Leipzig inne.

## Ehrungen und Auszeichnungen
- Leipziger Wissenschaftspreis der Sächsischen Akademie der Wissenschaften (2009)
- 2013 Mitglied der Sächsischen Akademie der Wissenschaften

## Veröffentlichungen
- Vitruvs Proportionsfigur. Quellenkritische Studien zur Kunstliteratur des 15. und 16. Jahrhunderts. (Manuskripte zur Kunstwissenschaft). Worms: Werner 1987. ISBN 3-88462-913-1
- Leonardo da Vinci. Mona Lisa. Das Porträt der Lisa del Giocondo. Legende und Geschichte. Frankfurt 1994. (Kunststück).
- La Battaglia di Anghiari di Leonardo da Vinci fra Mitologia e politica. Florenz: Giunti 1997. (Lettura Vinciana. 37.)  ISBN 978-88-09-21406-4
- Bilder des Frühlings und der Liebe: Die mythologischen Gemälde Sandro Botticellis. München/New York 1998.
- Leonardo da Vinci. Samtliche Gemälde. Taschen, Köln 1999. ISBN 3-8228-6363-7; Revidierte Neuauflage Taschen, Köln 2017. ISBN 978-3-8365-6979-8
- Michelangelos Fresken in der Sixtinischen Kapelle. Gesehen von Giorgio Vasari und Ascanio Condivi. Freiburg im Breisgau 2002. (Rombach Wissenschaften, Quellen zur Kunst. 17.).
- Leonardo da Vinci. The Complete Paintings and Drawings. Köln 2003.
- Papierpaläste. Illustrierte Architekturtheorie des 15. bis 18. Jahrhunderts. Katalog zur Ausstellung vom 16. März bis 14. Mai 2005 in der Universitätsbibliothek Albertina. Leipzig 2005.(Schriften aus der Universitätsbibliothek. 9.)
- Sandro Botticelli. München 2005 [deutsch] und New York 2005 [englisch].
- "Speicher der Erinnerung". Die mittelalterlichen Ausstattungsstücke der Leipziger Universitätskirche St. Pauli, 2005 [Herausgeber].
- Leonardos Mona Lisa. Vom Porträt zur Ikone der Freien Welt (Wagenbachs Taschenbuch. 552.). Wagenbach, Berlin 2006. ISBN 978-3-8031-2552-1
- Georg Wünschmann (1868-1937). Ein Leipziger Architekt und die Pluralität der Stile, Leipzig 2006 [Herausgeber].
- Michelangelo – Das vollständige Werk. (zusammen mit Christof Thoenes und Thomas Pöpper). Köln 2007.
- Griffelkunst. Mythos, Traum und Liebe in Max Klingers Grafik. Plöttner, Leipzig 2007. ISBN 978-3-938442-31-9
- Bewegung und Ausdruck bei Leonardo da Vinci. (Marburg, Univ., Habil.-Schrift, 1995). Plöttner, Leipzig 2009. ISBN 978-3-938442-69-2
- Tübke Stiftung Leipzig. Bestandskatalog der Zeichnungen und Aquarelle. Plöttner Leipzig 2009. [Herausgeber] ISBN 978-3-938442-73-9
- Leonardo da Vinci's salvator mundi, its pictorial tradition and its context as a devotional image, in: Artibus et historiae. Bd. 42, Nr. 83, 2021. S.  53–84. ISSN 0391-9064